# 大同清真大寺
大同清真大寺是一座伊斯兰教清真寺，位于山西省大同市平城区古城街道城内清远街九楼巷19号。
清真大寺始建于唐贞观二年（628年），是中国最早的伊斯兰教寺院之一。现存建筑群为清代建筑，中轴线上由东向西依次为大门、影壁、邦克楼、泮桥、礼拜大殿、石雕影壁、西门，两侧有碑廊和配殿。南北两路各有一座正殿，位于礼拜大殿两侧。南殿后方设有清真女寺。其建筑形式外形富于变化，既保持中国古典木构建筑的风格，又具有阿拉伯装饰风格。。2008年后，清真大寺进行修缮扩建。
1981年2月24日，清真大寺列为大同市文物保护单位。2016年6月6日，清真大寺公布为第五批山西省文物保护单位，编号5-33，分类古建筑，时代为明、清。